# 富蘭克林鎮區 (印第安納州帕特南縣)
富蘭克林鎮區（英語：Franklin Township）是位於美國印地安納州普特南縣的一個行政鎮區。

## 地方資料
根據2010年美國人口普查的數據，富蘭克林鎮區的面積為89.10平方千米，當中陸地面積為89.00平方千米，而水域面積為0.10平方千米。當地共有人口1690人，而人口密度為每平方千米18.97人。